# Vozes da Rádio
As Vozes da Rádio são um grupo vocal masculino formado em 1991 na cidade do Porto. Com quase vinte álbuns editados e com uma carreira marcada pela música a cappella, o grupo é conhecido pelo seu trabalho maioritariamente de originais. Com uma existência de mais de três décadas, as Vozes da Rádio são o mais importante agrupamento vocal português. 

## Percurso

### Década de 1990
A 20 de Abril de 1991 as Vozes da Rádio apresentam-se pela primeira vez ao público no Salão Paroquial de Perafita ainda sob o nome de "Ars Vocis". Jorge Prendas, Nuno Aragão, Mário Alves, Ricardo Abreu e José Fidalgo (contrabaixo) eram os membros do quinteto, que no fim desse concerto, resolveram alterar o nome para Vozes da Rádio. Em 1992 saem Ricardo Abreu e José Fidalgo entrando António Miguel, Ricardo Fráguas e Rui Vilhena. O grupo foi sexteto até Abril de 1996.
Em 1994 participaram no disco de tributo a José Afonso "Filhos da Madrugada" com uma versão do tema "Índios da meia-praia". O disco atingiu a platina e permitiu ao grupo um contrato com a multinacional BMG. Ainda em 1994 participaram no álbum de Fernando Girão, com o tema "Highland Gardens".
Com o selo da BMG editaram em 1995 o CD de originais “Bruxas, Heróis e males d’Amor” que recebeu apoio unânime da crítica. Foi considerado pelo jornal Público um dos dez melhores discos desse ano.
No capítulo dos espectáculos o agora quinteto actuou em palcos tão distintos como o Estádio de Alvalade (integrado na apresentação ao vivo do projecto “Filhos da Madrugada”), o C.C.B., Coliseu do Porto e de Lisboa, D.Maria II, Fórum da Maia ou a Queima das Fitas do Porto e deslocou-se a Macau integrando o programa do Festival Internacional de Música daquele território.
Como resultado do trabalho vocal que o grupo foi desenvolvendo foi convidado para participar em espectáculos e edições discográficas de outros artistas. Assim em 1995 é convidado por Ivan Lins e Paulo de Carvalho para participar em três espectáculos que o duo de cantautores luso-brasileiro realizou em Lisboa, Coimbra e Porto. Em 1996 colaboram na gravação de "Alma" da Ala dos Namorados, participam em vários concertos com Rui Veloso, gravando com este uma versão a cappella do tema "Porto Sentido" para o espectáculo de encerramento do Portugal Fashion/97. Cantam com os Delfins no encerramento da tournée destes no Coliseu do Porto e gravam com os Gaiteiros de Lisboa no álbum “Bocas do Inferno”.
As Vozes da Rádio participaram também nos projectos discográficos “Espanta Espíritos” e “Voz e Guitarra” onde estão acompanhados pelos nomes mais conhecidos da música portuguesa.
Em Outubro de 1997 o grupo lança o seu segundo trabalho de originais de título “Mappa do Coração” de onde foi retirado o single "Dunas" que figurou nos tops radiofónicos em finais desse ano. Neste álbum contaram com a colaboração de Rui Veloso, Sara Tavares, Gaiteiros de Lisboa e Manuel Luís Goucha bem como de alguns outros instrumentistas.
Entre 1998 e 1999 as Vozes da Rádio apresentaram o seu “Mappa do Coração” por todo o país, tendo estado presente na Expo’98 por diversas vezes destacando-se a sua participação na homenagem a Amália Rodrigues e nos concertos do Dia de Portugal. Participaram igualmente no “Festival Zeca Afonso” em Coimbra e no espectáculo de São João integrado nessas festividades da cidade do Porto.

### Anos 2000
O quinteto continua igualmente a colaborar com outros grupos como é o caso da participação no disco ao vivo da Ala dos Namorados e nos espectáculos que este grupo deu no C.C.B. e no Coliseu do Porto para encerramento da tournée. Em 2000 o quinteto gravou ao vivo na cidade do Porto um trabalho discográfico cujo lançamento se verificou em 2002 e participou nas gravações do álbum “Cristal” da Ala dos Namorados assim como no álbum ao vivo dos Gaiteiros de Lisboa, "Dança Chamas".
Em Dezembro de 2000 as Vozes da Rádio conceberam um espectáculo específico com o título “Mais Perto (uma produção comunicativa)” para a inauguração oficial do Museu dos Transportes e Comunicações onde às 5 vozes juntaram-se 5 instrumentos. O álbum com as músicas deste espectáculo foi editado em Outubro de 2001. Ainda no final de 2000, Tiago Oliveira junta-se ao quinteto substituindo Mário Alves em alguns concertos, passando a fazer parte do grupo definitivamente em 2002.
Em 2001, o quinteto participa em inúmeros concertos que incluíram os Açores e a Madeira destacando-se ainda a participação nas comemorações do dia de Portugal em Macau e no “Porto Cantado”, no âmbito do 2001 Capital Europeia da Cultura, onde partilharam o palco com Manuela Azevedo, Rui Veloso, Rui Reininho e Sérgio Godinho.
Em 2002 as Vozes da Rádio iniciaram a sua experiência na rádio com o programa semanal “O dia dos Senhores” que de Março a Janeiro de 2003 esteve no ar na Rádio Nova. Neste espaço radiofónico de duas horas, em conjunto com o radialista Sérgio Sousa, todo o humor e sadia loucura esteve presente, quer nos originais que criaram para o efeito, quer também nas versões. Neste ano também há a destacar a entrada em funcionamento do primeiro sitio www.vozesdaradio.com (entretanto extinto) onde além de informações sobre o grupo estava também disponível a escuta dos programas de rádio produzidos. Gravaram para a editora Farol dois medleys incluídos no CD “As canções da televisão” com os temas das séries e novelas da TVI.
Ainda em 2002 voltaram a encontrar-se com os Gaiteiros de Lisboa para um concerto que intitularam de P.U.N. – Projecto de Unidade Nacional onde aliado à boa disposição se juntou um repertório especialmente concebido para este espectáculo. Em Novembro foi editado “O som maravilha dos Senhores”, quarto álbum do grupo e primeiro com edição própria. Em 2003 destacam-se os dois meses (Janeiro/Fevereiro) no Wonder Bar do Casino Estoril, animando as noites de sexta-feira, bem assim como o já famoso festival “Marés de Agosto” que decorre anualmente na Ilha de Santa Maria. As críticas mais uma vez enalteceram a qualidade e divertimento que este quinteto revela em palco. Novembro de 2003 fica marcado pela gravação e edição do quinto álbum com o título “Natal” e que como o nome deixa antever é integralmente composto por músicas de Natal. Este disco inclui canções tradicionais de vários países sendo cantado em 7 idiomas diferentes: português, francês, catalão, inglês, alemão, polaco e húngaro. Com este disco as Vozes da Rádio realizaram vários espectáculos de Natal por todo o país e ilhas. A versão da canção tradicional portuguesa "Entrai, Pastores, Entrai", incluída no disco Natal, fez parte de uma colectânea de temas natalícios organizada pela UER (União Europeia de Radiodifusão). 
Em 2004 além da regular apresentação por todo o país, de onde se destaca uma passagem por 3 ilhas açorianas, o quinteto grava o álbum “Mulheres”, sexto da sua carreira e que foi editado em Maio de 2005. Este disco tem letras de João Monge e apresenta as Vozes da Rádio acompanhadas por instrumentos num registo pop/rock sem deixar no entanto de privilegiar as harmonias vocais. Ainda em 2004 as Vozes da Rádio participaram no álbum de Manuel Paulo (Ala dos Namorados) “Assobio da Cobra” cantando “Samba do Acento” na companhia de Dany Silva, Carlos Guerreiro e Arnaldo Antunes. No natal deste ano juntam-se a Uxia Senlle e ao grupo galego Malvela e apresentam um espectáculo singular onde invocam os vários natais do mundo. O espectáculo passou por Santiago de Compostela, Pontevedra e Viana do Castelo.
No início de 2005 voltam a São Miguel para a reinauguração do Coliseu de Ponta Delgada. Deslocam-se também à Galiza onde se apresentam em Santiago de Compostela e Porriño. Lançam e apresentam o álbum “Mulheres” ao vivo. Regressam a Espanha para mais uma série de concertos e são os convidados especiais do programa de natal da Television de Galicia. Neste ano foi editado pela editora World Connection uma versão de um tema de Amália Rodrigues cantado pelas Vozes da Rádio.
2006 é marcado pelos 15 anos do grupo e pela proposta de um concerto feito essencialmente a cappella onde se reúne o melhor que as Vozes desenvolveram até hoje. No mesmo ano, no dia de São Martinho, participaram no programa dos Gato Fedorento (GF): Diz que é uma espécie de magazine.
O ano de 2007 fica marcado pelo lançamento do álbum "7 e pico, 8 e coisa, 9 e tal", uma homenagem que as Vozes da Rádio quiseram prestar ao Conjunto António Mafra. Este trabalho teve a participação de Rui Reininho, Sérgio Castro, Carlos Tê, Miguel Guedes, Manuela Azevedo, Rui Veloso, Sérgio Godinho, Newmax, Vítor Silva, Sérgio Silva e do próprio Conjunto António Mafra. Ainda neste ano grava com os Trabalhadores do Comércio no álbum Iblussom.
Em 16 de Abril de 2008 participam no programa Prós e Contras da RTP. Fazem também o hino para o Capitão Moura do programa Liga dos Últimos. São também convidados a actuar em Inglaterra onde são acompanhados por um ensemble de músicos da Royal Philarmonic Orchestra.
Em 2009 é lançado o álbum "Pérolas e Porcos", um disco não planeado de todo, como os próprios afirmam. Inclui momentos do programa "Dia dos Senhores" da Rádio Nova, jingles, maquetes, genéricos, participações em programas de televisão e também algumas canções originais feitas para o Vozes no Rádio, espaço diário que as Vozes da Rádio tiveram no Rádio Clube Português. Neste mesmo ano gravam e editam o DVD e CD "Ora Vejam Lá", um concerto partilhado com o Conjunto António Mafra, Newmax e Sérgio Castro. Também neste ano gravam "Radioterapia", um DVD registado ao vivo, no Teatro Helena Sá e Costa, no Porto, mas que nunca foi editado. 2009 é um ano de forte actividade das Vozes com inúmeros concertos e com uma digressão pela Extremadura espanhola tendo o grupo passado por Badajoz, Mérida, Villa Nueva de la Serena, Almendralejo, Cáceres, Navalmoral de la Mata e finalmente Plasência. Em 2009 são ainda responsáveis pela formação "Histórias do Sul", um projecto criativo do Serviço Educativo da Casa da Música que envolveu mais de cem músicos/formadores. No dia 1 de Junho o trabalho foi apresentado em duas sessões esgotadas na sala Suggia.   
No final de 2009 participam no filme "O Barão" de Edgar Pêra, criando toda a banda sonora e fazendo parte do elenco. O filme foi estreado em 2011. 

### Década de 10
O ano de 2011 é marcado pelos 20 anos do quinteto e pelo concerto "Vintage", composto por 20 canções sugeridas pelos seguidores do grupo. A digressão "Vintage" passou por Porto, Lisboa, Aveiro, Guimarães e Espinho. Voltam a estúdio com os Trabalhadores do Comércio para gravação do álbum "Das Turmêntas hà Boua Isperansa".
Em 2013 voltam à Casa da Música, desta vez para actuarem com a Banda Sinfónica Portuguesa, num espectáculo original e feito a partir das canções do grupo. No final deste ano as Vozes comunicam uma paragem.
2016 é marcado pelo regresso das Vozes da Rádio com o lançamento de "Canções do Homem Comum", um conjunto grande de canções que as Vozes da Rádio nunca tinham antes gravado ou mesmo cantado ao vivo. O volume 1 destas canções saiu a 16 de Abril de 2016 e foi marcado por um concerto esgotado na Sala Suggia da Casa da Música. O registo deste concerto foi transmitido na RTP e no Porto Canal. A digressão dos 25 anos foi baseada nos dois volumes que as Vozes registaram no final de 2015 e início de 2016 bem como em canções nunca antes cantadas ao vivo como "O teu pé" editada no álbum "Pérolas e Porcos". 
2017 marca o regresso das Vozes da Rádio a estúdio para acabarem o volume II das Canções do Homem Comum. Neste segundo volume participaram António Zambujo, Uxía Senlle, Mário Alves, Pedro "Peixe" Cardoso, Sérgio Pacheco, Filipe Deniz, Acácio Salero, José Topa, um quinteto de sopros que integra Daniela Castro (flauta), Sara Moreira (oboé), Horácio Ferreira (clarinete), Gabriel Fonseca (fagote) e Nuno Costa (trompa) e ainda o quinteto feminino Aquilo que Vocês Quiserem. O disco foi lançado no dia 16 de Abril de 2018 exactamente dois anos após o primeiro volume. Durante 2018 as Vozes da Rádio apresentaram as Canções do Homem Comum em vários auditórios e teatros do país. Em Outubro participam no concerto do IPO no Coliseu do Porto, onde foi prestada uma homenagem a Zé Pedro, dos Xutos & Pontapés.  
No início de 2019 as Vozes apresentam-se já em quarteto. Em Novembro e marcando dez anos das filmagens de O Barão com Edgar Pêra, lançam um álbum com algumas das faixas que serviram de base à banda sonora do filme, logo a começar pelo tema de abertura e pelo Verde Gaio, tema popular português mencionado no livro de Branquinho da Fonseca. Este é até à data o mais experimental disco do grupo, onde a exploração da voz passa para outros campos. Curiosamente este décimo segundo trabalho das Vozes é o primeiro que inclui fotografias dos elementos do grupo na capa. Em Dezembro lançam um single nas plataformas digitais, Metafísica De Linha Branca, retomando a tradição de revelarem algo de novo na altura natalícia. 

### Década de 20
2020 começa com um concerto de Reis, com a Orquestra Portuguesa de Guitarras e Bandolins. No Dia Internacional da Mulher, 8 de Março, lançam o álbum Mulheres nas plataformas digitais. Segue-se um período de confinamento provocado pela pandemia. Em Abril e para marcar o 25 de Abril, as Vozes da Rádio recriam a sua versão de Índios da Meia-Praia, numa versão gravada individualmente em smartphone, que teve a participação de Paulo de Carvalho, Rita Redshoes, Berg, Helena Caspurro, Rui Veloso, Uxía, Miguel Guedes, Sérgio Castro, Patrícia Costa, Noa, Celso Viáfora, Pedro Viáfora, Daniel Pereira Cristo, Filipe Pinto, Helena Sarmento, João Gil, Lúcia Moniz, para além dos ex-integrantes das Vozes da Rádio Mário Alves, Nuno Aragão e Ricardo Abreu. Gravam também em confinamento uma nova versão de Tu Lês em Mim e participam em vários programas de tv a partir de casa. Em Dezembro fazem o seu habitual lançamento de Natal com duas versões: Over the Rainbow e What a Wonderful World. O primeiro destes temas foi base musical para uma reportagem da SIC sobre a pandemia e exibida em Dezembro. 
2021 marca um regresso gradual ao palco. Em Abril retornam ao Fórum de Ermesinde para um concerto online que assinala o dia da liberdade. Em Julho participam no festival Cultura Online. Em Setembro realizam quatro concertos com a Orquestra Clássica do Centro: Condeixa, Batalha, Soure e Penedono. 2021 é também marcado pelos 30 anos das Vozes da Rádio. Para celebrar o número redondo, as Vozes fazem lançamentos mensais nas plataformas digitais. Editam concertos antigos nunca antes publicados como Vintage, Mais Perto ou Radioterapia, maquetes como 2001, a cappella no espaço, recriam temas como Tu Lês em Mim e lançam originais como Ócio ou o disco de Natal 3 por 4. Ao todo foram 81 canções e 5 horas e 29 segundos de música, com gravações de 1998 até 2021, cobrindo quase todos os períodos das Vozes. Foram 11 lançamentos: 4 álbuns e 7 EPs. Faltou apenas editar um original, Voz, que, apesar de ter sido gravado em Dezembro, acabou por ficar de fora destes lançamentos. 
Em 2022 voltam a gravar em estúdio. Regressam aos Estúdios Rangel e registam Brasil, um disco com 15 canções, 14 delas originais de Jorge Prendas. Este disco tem inúmeros convidados brasileiros: MPB4, Ivan Lins, Tunico da Vila, Fábio Porchat, Tetê Espíndola, Daniela Procópio, Demónios da Garoa, Breno Ruiz, Lilian Raquel, Cláudio César Ribeiro, Mestre Porto, Luiz Gabriel, Thiago Vichi, Léo Bianchini, Luís Arrigo, Gabi Farias, Dan Stump, Carlos César Motta, Celso Viáfora, Rafael Altério, Cauê Nardi, Douglas Germano, Gileno Santana e ainda os portugueses Paulo Coelho de Castro, Joaquim Alves e Filipe Monteiro. Brasil foi apresentado em Outubro na Casa da Música e editado em Dezembro. Ainda neste ano as Vozes fizeram mais um projecto especial, desta vez com a Banda de Fajões, num concerto ao ar livre em Oliveira de Azeméis. 

## Integrantes
- Jorge Prendas, António Miguel, Rui Vilhena, Tiago Oliveira

## Discografia

### Álbuns originais
- 1995  - Bruxas, Heróis e Males d'Amor  (BMG)
- 1997  - Mappa do Coração  (BMG)
- 2001  - Mais Perto  (Museu da Alfândega, Porto)
- 2002  - O Som Maravilha dos Senhores  (VDR)
- 2003  - Natal  (Zona Música)
- 2005  - Mulheres  (Zona Música)
- 2007  - 7 e Pico, 8 e Coisa, 9 e Tal  (VDR)
- 2009  - Pérolas e Porcos  (VDR)
- 2009  - Ora Vejam Lá!  (VDR)
- 2016  - Canções do Homem Comum, vol I (Brain)
- 2018 - Canções do Homem Comum, vol II (Brain)
- 2019 - O Barão (Brain)
- 2021 - Mais Perto ao Vivo (Brain)
- 2021 - Homem Comum ao Vivo (Brain)
- 2021 - Vintage (Brain)
- 2021 - Radioterapia (Brain)
- 2022 - Brasil (Transparente)

### Singles e EPs
- 2019  - Metafísica De Linha Branca  (Brain)
- 2020  - Xmas Twenty  (Brain)
- 2021 - Janela (Brain)
- 2021 - Tu Lês em Mim (Brain)
- 2021 - Primeiro Concerto (Brain)
- 2021 - Ócio (Brain)
- 2021 - 1991 (Brain)
- 2021 - 2001, A Cappella no Espaço (Brain)
- 2021 - Três por Quatro (Brain)
- 2022 - Não Vou Engolir (Transparente)
- 2022 - Samba da Sexta-Feira (Transparente)
- 2022 - Mãos (Transparente)
- 2022 - Soneto da Paçoca (Transparente)

### Compilações
- 1994 - Filhos da Madrugada - "Indios da Meia Praia"
- 1995 - Espanta Espíritos - "Jura"
- 1997 - Voz e Guitarra - "Canção da Viela Património Mundial  / E depois do Adeus"
- 2002 - Canções da Televisão -
- 2004 - A Tribute To Amália - "Asa de Vento"

### Colaborações
- 1993 - Luís Portugal - "Coisas Simples"
- 1994 - Fernando Girão - "Highland Gardens"
- 1996 - Ala dos Namorados - “Alma”
- 1996 - Gaiteiros de Lisboa - “Bocas do Inferno”
- 1999 - Ala dos Namorados - "Solta-se o Beijo"
- 2000 - Gaiteiros de Lisboa - "Dança Chamas"
- 2001 - Ala dos Namorados - "Cristal"
- 2004 - Manuel Paulo - “Assobio Da Cobra”, Tema: "Samba do Acento"
- 2007 - Trabalhadores do Comércio - "Iblussom"
- 2011 - Pequenos Cantores da Maia - Energias sem Fim
- 2011 - Trabalhadores do Comércio - "Das Turmêntas hà Boua Isperansa"
- 2023 - Trabalhadores do Comércio - "Objecto", Tema: "Bolero da Raiba Nu Papel"
- 2023 - Sambajazzy - "Entre o Aqui e o Acolá", Tema "O Sorriso da Maria"

### Ao vivo
- Ivan Lins
- Rui Veloso
- Delfins
- Clã
- Gaiteiros de Lisboa
- Ala dos Namorados
- Sara Tavares
- Paulo de Carvalho
- Sérgio Godinho
- Rui Reininho
- Manuela Azevedo
- Uxía
- Miguel Guedes
- Maria Mendes
- João Gil
- Lillian Raquel
- Cláudio César Ribeiro
- Leo Bianchini
- Trabalhadores do Comércio
- Aquilo que Vocês Quiserem
- Banda Sinfónica Portuguesa
- Orquestra Clássica de Espinho
- Orquestra Clássica do Centro
- Pequenos Cantores da Maia
- Banda de Fajões
- Orquestra Portuguesa de Guitarras e Bandolins